# 5ナノメートル
半導体製造において、国際半導体技術ロードマップは5ナノメートルノードを7ナノメートルノードの後のテクノロジーノードとして定義している。

## 歴史

### 背景
かつて一部の専門家から5nmノードはムーアの法則の終わりと考えられていた 。7nm以下のトランジスタは、ゲート酸化物層でトンネル効果が起こる 。開発コストのため5nmが市場に出回るには、ムーアの法則による2年よりも長くかかると予測されている。
当初は、7nmを超えた小さなスケールでチップを作るには大きな技術的進歩が必要だと言われていた 。特に、5nmは全周ゲート(gate-all-around)アーキテクチャなどFinFETの後を継ぐものを呼び込むと考えられている。

### 技術デモ
単一トランジスタ7nmデバイスは2000年代初めに研究者によって最初に作製された。2002年、IBMが6nmトランジスタを作製した。
- 2003年、NECは5nmトランジスタを作製した[4]。
- 2015年
  - IMECとケイデンスは、5nmテストチップを作製した。作製されたテストチップは十分に機能的なデバイスではないが、配線層のパターニングを評価できるものであった[5][6]。
  - インテルは5nmノードのためのラテラル・ナノワイヤ（または全周ゲート）FETのコンセプトを描いた[7]。
- 2017年、IBMは通常のFinFETデザインではなく全周ゲート構造（GAAFET）でのシリコンナノシートを用いて[8]、5nmシリコンチップを作製したことを明らかにした[9]。

### 商業化
インテルは具体的な計画を明らかにしていなかったが、2009年のロードマップではおよそ2020年までにエンドユーザーへの発売を計画していた。しかし、2020年7月の時点で1つ前の7nm化が2022年へ先送りとなることを発表し、5nm化は更に数年遅れることとなった。
- 2017年初め、サムスンは修正されたロードマップの一環として2020年までに4nmノードの製造を発表した[13]。
- 2018年
  - 1月26日、TSMCは2020年までに新しいファブ18で5nmの製造を発表した[14]。
  - 10月、TSMCは次の年の4月に5nmデバイスのリスク生産を始める計画を明らかにした[15]。

## 5 nm プロセスノード
|                                | ITRSロジックデバイス グラウンドルール | ITRSロジックデバイス グラウンドルール | TSMC (案) | ITRS ロジックデバイス グラウンドルール |
| ------------------------------ | ------------------------------------- | ------------------------------------- | --------- | -------------------------------------- |
| プロセス・ネーム               | 6/5nm                                 | 8/7nm                                 | 5nm       | 11/10nm                                |
| トランジスタ・ゲートピッチ(nm) | 32                                    | 42                                    | 44        | 48                                     |
| 配線ピッチ(nm)                 | 20                                    | 24                                    | 32        | 36                                     |

数字は低いほど良い。トランジスタ・ゲートピッチはCPP(contacted poly pitch)、配線ピッチはMMP(minimum metal pitch)とも呼ばれる。

## Beyond 5 nm
3.5 nm が、beyond 5 nmの最初のノードの名前である。
2018年、IMECとケイデンスは3nmテストチップをテープアウトした。サムスンも2021年に3nmのFETを作るために全周ゲート技術を使う計画を発表した。
ムーアの法則を超えたスケーリングでチップを製造する有用または重要だと考えられている有力技術として、光渦レーザー、MOSFET-BJTデュアルモードトランジスタ、3次元集積回路、マイクロフルイディック冷却、PCMOS、真空チャネルトランジスタ、テラヘルツ光、極端紫外線リソグラフィ、カーボンナノチューブ電界効果型トランジスタ、シリコンフォトニクス、グラフェン、フォスフォレン、有機半導体、ガリウムヒ素、インジウムガリウムヒ素、ナノリソグラフィ、再構成可能なカオス理論に基づくマイクロチップがある。

### 調査とテクノロジー・デモ
- 2006年にKAISTと国立ナノファブセンターの研究チームは、従来のfinFET技術に基づく世界最小のナノエレクトロニクスデバイスである3nmトランジスタを共同開発した[38][39]。当時作られた中で最小のトランジスタであった。
- 2008年に薄さが1原子、幅が10原子のトランジスタがイギリスの研究者によって作られた。将来のコンピュータの基礎としてシリコンの代替の可能性があるグラフェンから作られた。グラフェンはハチの巣状の構造のカーボンの平面シートから作られ、有力な候補である。マンチェスター大学のチームは当時最小のトランジスタを作るためにグラフェンを用いた。そのデバイスは数個の炭素のリングを含み、の大きさは1nmであった[40]。
- 2010年、オーストラリアのチームは7個の原子からなる長さ4nmの単機能トランジスタを作製した[41][42][43]。
- 2012年
  - 忠北大学校のチームは2nmトランジスタを作製した[44]。
  - （十分に大きな電極間の）シリコン表面に束縛されたリン原子を用いた単原子トランジスタ（英語版）が作製された[45] 。このトランジスタは360ピコメートルトランジスタと呼ばれた。これはリン原子のファンデルワールス半径の2倍であり、シリコンまでの共有結合半径はより小さい[46] 。これより小さなトランジスタを作るには、より原子半径の小さい元素を使うか、電子や陽子などの亜原子粒子を用いる必要がある。
- 2016年、バークレー研究所の研究者は1nmゲートのトランジスタを作製した[47][48] 。この電界効果トランジスタは、チャネル材料としてMoS2を用い、またカーボンナノチューブがチャネルを反転させるために用いられた。有効チャネル長は約1nmである。しかしドレイン-ソース・ピッチはもっと大きく、マイクロメートルサイズである。
- 2018年、カールスルーエ工科大学の研究者は単原子ゲートのトランジスタを作製した[49]。